# غريتا مولاندر
غريتا مولاندر (بالسويدية: Greta Molander؛ بالنرويجية البوكمول: Greta Molander) هي كاتِبة سويدية ونرويجية، ولدت في 23 أغسطس 1908 في يستاد في السويد، وتوفيت في 20 مارس 2002 في ساندفيورد في النرويج.

## وصلات خارجية
- غريتا مولاندر على موقع IMDb (الإنجليزية)